# Grimmia laevigata
Grimmia laevigata (deutsch Graues Kissenmoos) ist eine Laubmoos-Art aus der Familie Grimmiaceae. Synonyme sind Grimmia campestris Burchell ex Hook. oder Guembelia laevigata (Brid.) Ochyra & Zarnowiec.

## Merkmale
Grimmia laevigata bildet niedrige graugrüne, leicht zerfallende Polster. Die aufrechten Pflanzen werden bis etwa 2 Zentimeter hoch. Der Stämmchenquerschnitt weist einen deutlichen Zentralstrang auf. Die trocken anliegenden, feucht aufrecht abstehenden Blätter sind breit eiförmig, 1,5 bis 3 Millimeter lang und 0,4 bis 0,6 Millimeter breit, konkav, im Querschnitt halbkreisförmig und haben flache Blattränder. Die Blattrippe ist am Blattgrund stark erweitert, sonst schwach entwickelt. Die oberen Blätter der Stämmchen besitzen eine lange, gezähnte Glasspitze, an den unteren Blättern ist sie kurz oder fehlt. Die Laminazellen sind dickwandig, glatt, rundlich-quadratisch, nur am Blattgrund neben der Rippe rechteckig. Die Lamina ist am Blattgrund und an den Rändern einzellschichtig, sonst durchgehend zweizellschichtig.
Das Moos ist diözisch. Die Seta ist bis 2 Millimeter lang und gerade, die die Blätter überragende aufrechte Sporenkapsel ist länglich-eiförmig, glatt und engmündig, der Deckel kurz geschnäbelt.

## Verbreitung und Standortansprüche
Grimmia laevigata ist fast weltweit verbreitet und besiedelt kalkfreie oder kalkarme Silikatfelsen in sonnigen, trocken-warmen Lagen. In Mitteleuropa ist es eher seltener und weitgehend auf Mittelgebirgslagen beschränkt.